# Radoši kod Žbandaja
Radoši kod Žbandaja – wieś w Chorwacji, w żupanii istryjskiej, w mieście Poreč. W 2011 roku liczyła 115 mieszkańców.